# Eudoksja mazowiecka
Eudoksja (ur. prawd. w okr. 1215/1225, zm. po ok. 1240) – księżniczka mazowiecka z dynastii Piastów.
Była córką księcia mazowieckiego Konrada I i księżniczki nowogrodzkiej Agafii, córki księcia Świętosława Andrzeja Igorewica, władającego Nowogrodem Siewierskim, a pod koniec życia także Przemyślem.
Między 1230 a 1238 r. została żoną Dytryka I, hrabia Breny i Wettynu z rodu Wettinów. Dziećmi Dytryka I i Eudoksji byli:
- Otton III – hrabia Wettynu
- Konrad I – hrabia Breny
- Dytryk – rycerz zakonu templariuszy
- Henryk – kanonik w Magdeburgu
- Judyta – żona Mściwoja II, księcia pomorskiego
- Jadwiga – ksieni w Gerbstedt.